# Jeanne Lapoirie

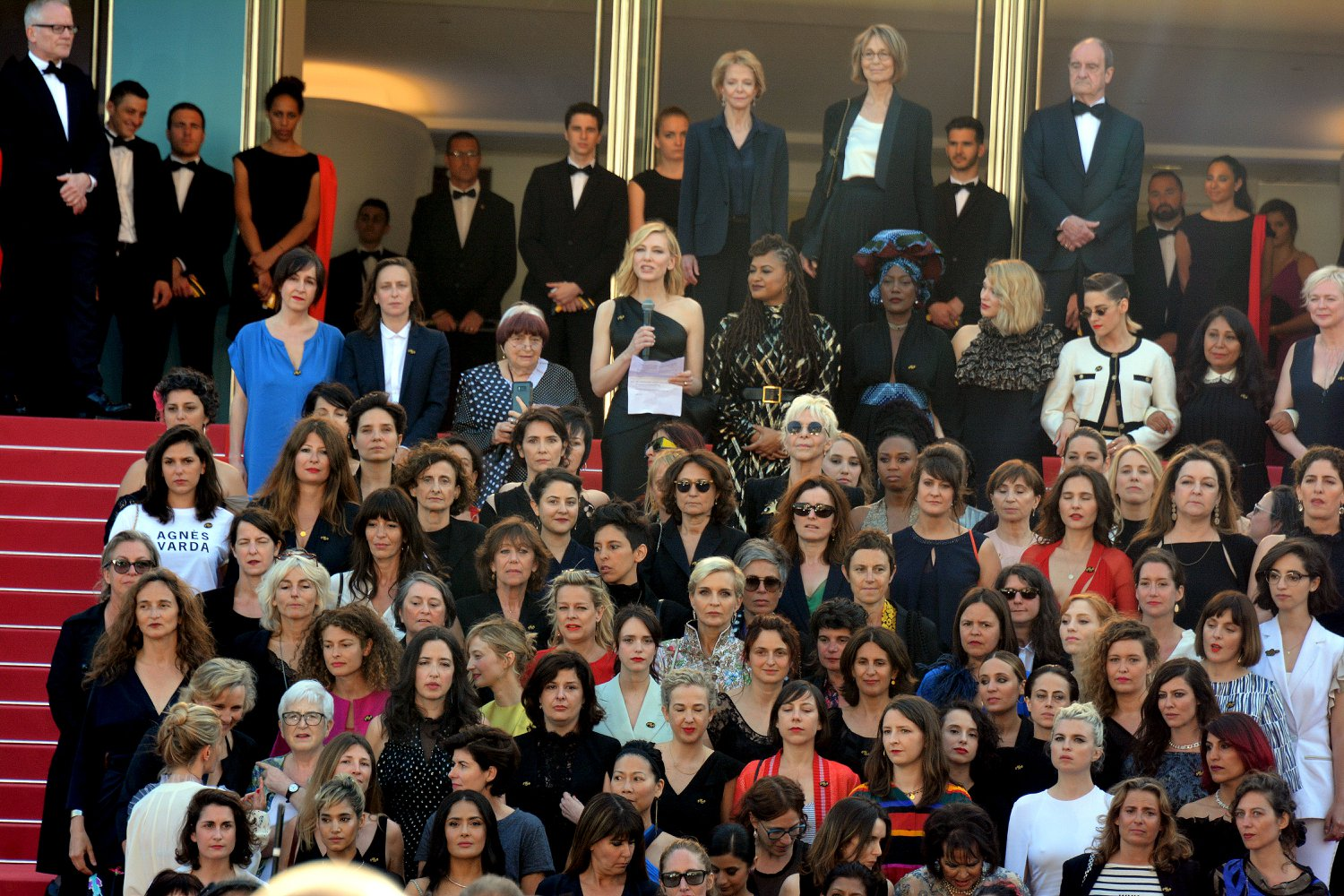
Jeanne Lapoirie (im blauen Kleid) bei den Filmfestspielen von Cannes 2018

Jeanne Lapoirie (* 13. April 1963 in Saint-Denis) ist eine französische Kamerafrau.

## Leben
Jeanne Lapoirie wuchs zunächst in ihrer Geburtsstadt Saint-Denis nördlich von Paris auf. Später lebte sie mit ihrer Mutter, ihrem Stiefvater und zwei Halbbrüdern in den seinerzeit ruhigen Vororten Stains und Pierrefitte-sur-Seine. Ihre in Spanien geborene Mutter, die als Kind auf der Flucht vor dem Franco-Regime 1946 nach Frankreich übergesiedelt war, arbeitete als Spanischlehrerin in Sarcelles. Lapoiries Vater, der Bildhauerei an der École Boulle in Paris unterrichtete, nahm seine Tochter regelmäßig ins Kino mit, wo sie ihre Leidenschaft für den Film entdeckte. Lapoirie besuchte die Filmhochschule École Louis-Lumière, wo sie 1984 ihren Abschluss machte. Während ihres letzten Studienjahrs hatte sie als Kamerafrau mit der Komödie Argie (1984) von Jorge Blanco ihren ersten Film gedreht, der noch im selben Jahr zur Auswahl der Semaine Internationale de la Critique, einer Parallelveranstaltung der Internationalen Filmfestspiele von Cannes, gehörte.
Danach trat Lapoirie Mitte der 1980er Jahre zunächst als Kameraassistentin unter der Leitung von Filmemachern wie Alain Corneau und Agnès Varda in Erscheinung. Bei Luc Bessons Thriller Nikita (1990) und anschließend bei André Téchinés Produktionen Ich küsse nicht (1991) und Meine liebste Jahreszeit (1993) kam sie jeweils als Kameraassistentin von Thierry Arbogast zum Einsatz. Téchiné, der dem alten Kino den Rücken kehren wollte und beim Drehen vor allem auf Spontanität setzte, betraute sie schließlich mit der Kameraarbeit seiner Filmdramen Wilde Herzen (1994) und Diebe der Nacht (1996).
Mit dem Film Tropfen auf heiße Steine (2000), der auf einem Theaterstück Rainer Werner Fassbinders basiert, begann Lapoiries vielfache Zusammenarbeit mit dem Regisseur François Ozon. Für dessen starbesetzte Krimikomödie 8 Frauen (2002) erhielt sie ihre erste Nominierung für den César in der Kategorie Beste Kamera. Für Valeria Bruni Tedeschi setzte sie daraufhin deren erste Regiearbeit Eher geht ein Kamel durchs Nadelöhr … (2003) in Szene, worauf mit Actrices – oder der Traum aus der Nacht davor (2007), Ein Schloss in Italien (2013) und The Summer House (2018) weitere gemeinsame Projekte folgten.
Für die deutsch-französische Kleist-Verfilmung Michael Kohlhaas (2013) mit Mads Mikkelsen in der Titelrolle und für das in den 1990er Jahren spielende Anti-AIDS-Drama 120 BPM (2017) von Robin Campillo – beide Filme nahmen in Cannes am Wettbewerb um die Goldene Palme teil – erhielt Lapoirie zwei weitere Nominierungen für den César. Mit Campillo hatte sie zuvor auch die beiden Filme The Returned (2004) und Eastern Boys – Endstation Paris (2013) gedreht.
Zu Lapoiries Kameraarbeiten zählen ebenfalls Catherine Corsinis autobiografisch geprägter Film La belle saison – Eine Sommerliebe (2015) mit Cécile de France in der Rolle einer Pariser Frauenrechtlerin, die sich während der 1970er Jahre in eine jüngere Frau vom Land verliebt, sowie das Filmdrama Lola Pater (2017) mit Fanny Ardant in der Rolle einer Transfrau. Nach Paul Verhoevens Nonnendrama Benedetta (2021) folgten weitere Arbeiten für Corsini (In den besten Händen, Rückkehr nach Korsika) und Campillo (L’île rouge).
Jeanne Lapoirie ist Mitglied der Association Française des directeurs de la photographie Cinématographique (AFC), einer Vereinigung französischer Kameraleute.

## Filmografie (Auswahl)
- 1984: Argie
- 1992: Comédie musicale (Kurzfilm)
- 1994: Wilde Herzen (Les roseaux sauvages)
- 1995: Never Twice (Kurzfilm)
- 1996: Diebe der Nacht (Les voleurs)
- 1999: Emporte-moi – Nimm mich mit (Emporte-moi)
- 2000: Tropfen auf heiße Steine (Gouttes d’eau sur pierres brûlantes)
- 2000: Unter dem Sand (Sous le sable)
- 2000: Gangster und Sohn (Petit Ben) (TV-Film)
- 2000: Man liebt es unentschieden (La confusion des genres)
- 2001: Mit all meiner Liebe (Avec tout mon amour)
- 2002: 8 Frauen (8 femmes)
- 2003: Eher geht ein Kamel durchs Nadelöhr … (Il est plus facile pour un chameau …)
- 2003: Unser Sohn lebt noch (Un goût de sel) (TV-Film)
- 2004: The Returned (Les revenants)
- 2005: Die Zeit die bleibt (Le temps qui reste)
- 2005: Die weisen Hebammen vom Amazonas (Amazonie, la vie au bout des doigts) (Dokumentarfilm)
- 2007: Der Spaziergang (La promenade) (Kurzfilm)
- 2007: Actrices – oder der Traum aus der Nacht davor (Actrices)
- 2008: Die Möglichkeit einer Insel (La possibilité d’une île)
- 2009: Ricky – Wunder geschehen (Ricky)
- 2009: Independencia
- 2010: Vertraute Fremde (Quartier lointain)
- 2011: Ma compagne de nuit
- 2011: I’m Not a F**king Princess (My Little Princess)
- 2012: The Lebanese Rocket Society (Dokumentarfilm)
- 2013: Ein Schloss in Italien (Un château en Italie)
- 2013: Michael Kohlhaas
- 2013: Eastern Boys – Endstation Paris (Eastern Boys)
- 2014: Get – Der Prozess der Viviane Amsalem (Gett: Le procès de Viviane Amsalem)
- 2014: Gaby Baby Doll
- 2015: Une mère
- 2015: La belle saison – Eine Sommerliebe (La belle saison)
- 2016: Dans la forêt
- 2017: 120 BPM (120 battements par minute)
- 2017: Lola Pater
- 2018: Schockwellen (Ondes de choc) (TV-Miniserie)
- 2018: An Impossible Love (Un amour impossible)
- 2018: The Summer House (Les estivants)
- 2020: Honigzigarre (Cigare au miel)
- 2021: Benedetta
- 2021: In den besten Händen (La fracture)
- 2021: Ils sont vivants
- 2022: Pétaouchnok
- 2023: Rückkehr nach Korsika (Le retour)
- 2023: Im letzten Sommer (L’été dernier)
- 2023: L’île rouge
- 2023: Sur la branche
- 2024: Le Mohican
- 2024: Planet B (Planète B)
- 2025: Enzo

## Auszeichnungen
- 2003: Nominierung für den César in der Kategorie Beste Kamera für 8 Frauen
- 2010: Nominierung für den Gawad Urian Award in der Kategorie Beste Kamera für Independencia
- 2014: Nominierung für den César in der Kategorie Beste Kamera für Michael Kohlhaas
- 2018: Nominierung für den César in der Kategorie Beste Kamera für 120 BPM
- 2018: Officier de l’Ordre des Arts et des Lettres (Offizierskreuz des Ordens der Künste und der Literatur)[5]